# Barbara Kernbach
Barbara Kernbach (* 1958; † 2015) war eine deutsche Journalistin und Buchautorin.

## Leben
Seit Ende der 1980er Jahre wirkte Barbara Kernbach journalistisch und arbeitete sowohl für das öffentliche wie auch private Fernsehen (u. a. arte, SWR und ZDF). Dazu publizierte sie in Tageszeitungen (u. a. dem Wiesbadener Kurier), für kirchliche Veröffentlichungen (u. a. das Evangelische Frankfurt) und als Fachbuchautorin zu den Schwerpunkten Rechtsextremismus und Totalitarismus.

## Schriften
- mit Hans-Joachim Lauth: Zur Situation der mexikanischen Gewerkschaften am Ende des sexenio Miguel de la Madrid, 1987, ISBN 3-929520-30-3
- Barbara Kernbach / Rainer Fromm: Frauen- und Männerrollen bei den Rechten. In: Rainer Fromm: Am rechten Rand. Lexikon des Rechtsradikalismus. Marburg 1994, S. 179–188
- mit Rainer Fromm: "...und morgen die ganze Welt? Rechtsextreme Publizistik in Westeuropa", Schüren, Marburg 1994, ISBN 3-89472-105-7
- mit Rainer Fromm: Die Republikaner: Material für die Auseinandersetzung mit den Republikanern, Frankfurt am Main, Juli 1993, Hrsg.: SPD-Bezirk Hessen-Süd
- mit Rainer Fromm: Kameradinnen – die rechte Frauenfront: Dokumentarfilm, 1993
- mit Rainer Fromm: Europas braune Saat: Die internationale Verflechtung der rechtsradikalen Szene. Aktuell, München u. a. 1994, ISBN 3-87959-512-7.
- mit Rainer Fromm: Rechtsextreme Musik: Zwischen Führer und Feeling: Dokumentarfilm, 2002
- mit Rainer Fromm: Rechtsextremismus im Internet : Dokumentarfilm, ISBN 3-12-922753-9
- mit Rainer Fromm: Rechtsextremismus im Internet. Die neue Gefahr. Olzog, München 2001, ISBN 3-7892-8055-0.
- 2012 gab sie den Gedichtband "Nur die Liebe kann es wagen" von Rainer Weidenauer heraus.